# Mycosphaerella hippocastani
Mycosphaerella hippocastani är en svampart som beskrevs av Jaap 1917. Mycosphaerella hippocastani ingår i släktet Mycosphaerella och familjen Mycosphaerellaceae.   Inga underarter finns listade i Catalogue of Life.